# Holopogon dimidiatus
Holopogon dimidiatus är en tvåvingeart som först beskrevs av Johann Wilhelm Meigen 1820.  Holopogon dimidiatus ingår i släktet Holopogon och familjen rovflugor. Inga underarter finns listade i Catalogue of Life.